# Тэён (станция метро)
«Тэён» (кор. 대연) — подземная станция Пусанского метро на Второй линии. Представлена двумя боковыми платформами. Станция обслуживается Пусанской транспортной корпорацией. Расположена в квартале Тэён административного района Намку города-метрополии Пусан (Республика Корея). На станции установлены платформенные раздвижные двери.
Название станции происходит от географического названия «Тэён», где находится эта станция. Название «Тэён» — это написание «Мотколь» (значит «селедие пруда») с корейского на ханмуне. В прошлом в этом квартале существовал искусственный пруд, который предполагалось строить в периоде Силла, и селение образовывалось. Согласно исторической книге «Записи о Тоннэ-бу» название пруда — Сэнчхонон. Этот пруд существовал в середине 20 века.
Рядом с станцией расположены:
- Мемориальное кладбище ООН
- Пусанский музей
- Пусанский культурный центр
- Рынок Мотколь
- Администрация квартала Тэён 1(иль)-дона
- Администрация квартала Тэён 5(о)-дона
- Библиотека района Намку